# Tour de California femenino 2015
La 1.ª edición del Tour de California femenino se celebró en Estados Unidos entre el 8 y el 10 de mayo de 2015 con inicio en la ciudad de South Lake Tahoe y final en la ciudad de Sacramento en el estado de California. El recorrido constó de un total de 3 etapas sobre una distancia total de 254,2 km.
La carrera hizo parte del calendario internacional femenino de la UCI como carrera de categoría 2.1 y fue ganada por la ciclista alemana Trixi Worrack del equipo Velocio-SRAM. El podio lo completaron la canadiense Leah Kirchmann del equipo Optum-Kelly Benefit Strategies y la ciclista estadounidense Lauren Komanski del equipo Twenty16-Sho-Air.

## Equipos participantes
| Equipos femeninos (10)- Alé Cipollini - BMW p/b Happy Tooth Dental - Itau Shimano Ladies Power - Optum-Kelly Benefit Strategies - Pepper Palace-The Happy Tooth - Tibco-SVB - Twenty16-Sho-Air - UnitedHealthcare Women's - Velocio-SRAM - Xirayas de San Luis Equipos nacionales (2)- Canadá - México Equipos femeninos de ciclismo amateur (2)- Colavita-Fine Cooking - Pearl Izumi-Sports Tours International |
| |

## Etapas
| Etapa     | Fecha     | Recorrido                                   | type            | Distancia (km) | Ganador        | Líder           |
| --------- | --------- | ------------------------------------------- | --------------- | -------------- | -------------- | --------------- |
| 1.ª etapa | 9 de may  | South Lake Tahoe – Heavenly Mountain Resort | etapa escarpada | 119            | Katie Hall     | Katie Hall      |
| 2.ª etapa | 10 de may | South Lake Tahoe – Heavenly Mountain Resort | etapa escarpada | 80,5           | Leah Kirchmann | Lauren Komanski |
| 3.ª etapa | 10 de may | Sacramento – Sacramento                     | etapa llana     | 54,7           | Leah Kirchmann | Trixi Worrack   |

## Desarrollo de la carrera

### 1.ª etapa
| \| Clasificación de la etapa \| Clasificación de la etapa \| Clasificación de la etapa \| Clasificación de la etapa \| Clasificación de la etapa \| \| Ciclista \| Ciclista \| Equipo \| Tiempo \| \| \| ------------------------- \| ------------------------- \| ------------------------------ \| ------------------------- \| ------------------------- \| \| 1.ª \| Katie Hall \| UnitedHealthcare \| 3 h 10 min 49 s \| \| \| 2.ª \| Alena Amialiusik \| Velocio-SRAM \| + 2 s \| \| \| 3.ª \| Lauren Komanski \| Twenty16-Sho-Air \| + 2 s \| \| \| 4.ª \| Trixi Worrack \| Velocio-SRAM \| + 4 s \| \| \| 5.ª \| Flávia Oliveira \| Alé Cipollini \| + 11 s \| \| \| 6.ª \| Alison Jackson \| Twenty16-Sho-Air \| + 14 s \| \| \| 7.ª \| Andrea Dvorak \| Twenty16-Sho-Air \| + 14 s \| \| \| 8.ª \| Leah Kirchmann \| Optum-Kelly Benefit Strategies \| + 18 s \| \| \| 9.ª \| Lauren Stephens \| Tibco-Silicon Valley Bank \| + 22 s \| \| \| 10.ª \| Lex Albrecht \| Optum-Kelly Benefit Strategies \| + 27 s \| \| |                  |                                |                 |
| |                  |                                |                 |
| Fuente: ProCyclingStats |                  |                                |                 |
| Clasificación de la etapa |                  |                                |                 |
| Ciclista | Ciclista         | Equipo                         | Tiempo          |
| 1.ª | Katie Hall       | UnitedHealthcare               | 3 h 10 min 49 s |
| 2.ª | Alena Amialiusik | Velocio-SRAM                   | + 2 s           |
| 3.ª | Lauren Komanski  | Twenty16-Sho-Air               | + 2 s           |
| 4.ª | Trixi Worrack    | Velocio-SRAM                   | + 4 s           |
| 5.ª | Flávia Oliveira  | Alé Cipollini                  | + 11 s          |
| 6.ª | Alison Jackson   | Twenty16-Sho-Air               | + 14 s          |
| 7.ª | Andrea Dvorak    | Twenty16-Sho-Air               | + 14 s          |
| 8.ª | Leah Kirchmann   | Optum-Kelly Benefit Strategies | + 18 s          |
| 9.ª | Lauren Stephens  | Tibco-Silicon Valley Bank      | + 22 s          |
| 10.ª | Lex Albrecht     | Optum-Kelly Benefit Strategies | + 27 s          |

| \| Clasificación general \| Clasificación general \| Clasificación general \| Clasificación general \| Clasificación general \| \| Ciclista \| Ciclista \| Equipo \| Tiempo \| \| \| --------------------- \| --------------------- \| ------------------------------ \| --------------------- \| --------------------- \| \| 1.ª \| Katie Hall \| UnitedHealthcare \| 3 h 10 min 49 s \| \| \| 2.ª \| Alena Amialiusik \| Velocio-SRAM \| + 2 s \| \| \| 3.ª \| Lauren Komanski \| Twenty16-Sho-Air \| + 2 s \| \| \| 4.ª \| Trixi Worrack \| Velocio-SRAM \| + 4 s \| \| \| 5.ª \| Flávia Oliveira \| Alé Cipollini \| + 11 s \| \| \| 6.ª \| Alison Jackson \| Twenty16-Sho-Air \| + 14 s \| \| \| 7.ª \| Andrea Dvorak \| Twenty16-Sho-Air \| + 14 s \| \| \| 8.ª \| Leah Kirchmann \| Optum-Kelly Benefit Strategies \| + 18 s \| \| \| 9.ª \| Lauren Stephens \| Tibco-Silicon Valley Bank \| + 22 s \| \| \| 10.ª \| Lex Albrecht \| Optum-Kelly Benefit Strategies \| + 27 s \| \| |                  |                                |                 |
| |                  |                                |                 |
| Fuente: ProCyclingStats |                  |                                |                 |
| Clasificación general |                  |                                |                 |
| Ciclista | Ciclista         | Equipo                         | Tiempo          |
| 1.ª | Katie Hall       | UnitedHealthcare               | 3 h 10 min 49 s |
| 2.ª | Alena Amialiusik | Velocio-SRAM                   | + 2 s           |
| 3.ª | Lauren Komanski  | Twenty16-Sho-Air               | + 2 s           |
| 4.ª | Trixi Worrack    | Velocio-SRAM                   | + 4 s           |
| 5.ª | Flávia Oliveira  | Alé Cipollini                  | + 11 s          |
| 6.ª | Alison Jackson   | Twenty16-Sho-Air               | + 14 s          |
| 7.ª | Andrea Dvorak    | Twenty16-Sho-Air               | + 14 s          |
| 8.ª | Leah Kirchmann   | Optum-Kelly Benefit Strategies | + 18 s          |
| 9.ª | Lauren Stephens  | Tibco-Silicon Valley Bank      | + 22 s          |
| 10.ª | Lex Albrecht     | Optum-Kelly Benefit Strategies | + 27 s          |

### 2.ª etapa
| \| Clasificación de la etapa \| Clasificación de la etapa \| Clasificación de la etapa \| Clasificación de la etapa \| Clasificación de la etapa \| \| Ciclista \| Ciclista \| Equipo \| Tiempo \| \| \| ------------------------- \| ------------------------- \| ------------------------------ \| ------------------------- \| ------------------------- \| \| 1.ª \| Leah Kirchmann \| Optum-Kelly Benefit Strategies \| 1 h 57 min 33 s \| \| \| 2.ª \| Lauren Komanski \| Twenty16-Sho-Air \| + 0 s \| \| \| 3.ª \| Trixi Worrack \| Velocio-SRAM \| + 0 s \| \| \| 4.ª \| Katie Hall \| UnitedHealthcare \| + 6 s \| \| \| 5.ª \| Lauren Stephens \| Tibco-Silicon Valley Bank \| + 10 s \| \| \| 6.ª \| Flávia Oliveira \| Alé Cipollini \| + 14 s \| \| \| 7.ª \| Alena Amialiusik \| Velocio-SRAM \| + 14 s \| \| \| 8.ª \| Lex Albrecht \| Optum-Kelly Benefit Strategies \| + 17 s \| \| \| 9.ª \| Alison Jackson \| Twenty16-Sho-Air \| + 19 s \| \| \| 10.ª \| Kathrin Hammes \| Tibco-Silicon Valley Bank \| + 28 s \| \| |                  |                                |                 |
| |                  |                                |                 |
| Fuente: s_Race_presented_by_Stage_2 ProCyclingStats |                  |                                |                 |
| Clasificación de la etapa |                  |                                |                 |
| Ciclista | Ciclista         | Equipo                         | Tiempo          |
| 1.ª | Leah Kirchmann   | Optum-Kelly Benefit Strategies | 1 h 57 min 33 s |
| 2.ª | Lauren Komanski  | Twenty16-Sho-Air               | + 0 s           |
| 3.ª | Trixi Worrack    | Velocio-SRAM                   | + 0 s           |
| 4.ª | Katie Hall       | UnitedHealthcare               | + 6 s           |
| 5.ª | Lauren Stephens  | Tibco-Silicon Valley Bank      | + 10 s          |
| 6.ª | Flávia Oliveira  | Alé Cipollini                  | + 14 s          |
| 7.ª | Alena Amialiusik | Velocio-SRAM                   | + 14 s          |
| 8.ª | Lex Albrecht     | Optum-Kelly Benefit Strategies | + 17 s          |
| 9.ª | Alison Jackson   | Twenty16-Sho-Air               | + 19 s          |
| 10.ª | Kathrin Hammes   | Tibco-Silicon Valley Bank      | + 28 s          |

| \| Clasificación general \| Clasificación general \| Clasificación general \| Clasificación general \| Clasificación general \| \| Ciclista \| Ciclista \| Equipo \| Tiempo \| \| \| --------------------- \| --------------------- \| ------------------------------ \| --------------------- \| --------------------- \| \| 1.ª \| Lauren Komanski \| Twenty16-Sho-Air \| 5 h 08 min 18 s \| \| \| 2.ª \| Trixi Worrack \| Velocio-SRAM \| + 3 s \| \| \| 3.ª \| Katie Hall \| UnitedHealthcare \| + 10 s \| \| \| 4.ª \| Leah Kirchmann \| Optum-Kelly Benefit Strategies \| + 12 s \| \| \| 5.ª \| Alena Amialiusik \| Velocio-SRAM \| + 20 s \| \| \| 6.ª \| Flávia Oliveira \| Alé Cipollini \| + 29 s \| \| \| 7.ª \| Lauren Stephens \| Tibco-Silicon Valley Bank \| + 36 s \| \| \| 8.ª \| Alison Jackson \| Twenty16-Sho-Air \| + 37 s \| \| \| 9.ª \| Lex Albrecht \| Optum-Kelly Benefit Strategies \| + 48 s \| \| \| 10.ª \| Andrea Dvorak \| Twenty16-Sho-Air \| + 57 s \| \| |                  |                                |                 |
| |                  |                                |                 |
| Fuente: s_Race_presented_by_Stage_2 ProCyclingStats |                  |                                |                 |
| Clasificación general |                  |                                |                 |
| Ciclista | Ciclista         | Equipo                         | Tiempo          |
| 1.ª | Lauren Komanski  | Twenty16-Sho-Air               | 5 h 08 min 18 s |
| 2.ª | Trixi Worrack    | Velocio-SRAM                   | + 3 s           |
| 3.ª | Katie Hall       | UnitedHealthcare               | + 10 s          |
| 4.ª | Leah Kirchmann   | Optum-Kelly Benefit Strategies | + 12 s          |
| 5.ª | Alena Amialiusik | Velocio-SRAM                   | + 20 s          |
| 6.ª | Flávia Oliveira  | Alé Cipollini                  | + 29 s          |
| 7.ª | Lauren Stephens  | Tibco-Silicon Valley Bank      | + 36 s          |
| 8.ª | Alison Jackson   | Twenty16-Sho-Air               | + 37 s          |
| 9.ª | Lex Albrecht     | Optum-Kelly Benefit Strategies | + 48 s          |
| 10.ª | Andrea Dvorak    | Twenty16-Sho-Air               | + 57 s          |

### 3.ª etapa
| \| Clasificación de la etapa \| Clasificación de la etapa \| Clasificación de la etapa \| Clasificación de la etapa \| Clasificación de la etapa \| \| Ciclista \| Ciclista \| Equipo \| Tiempo \| \| \| ------------------------- \| ------------------------- \| ------------------------------ \| ------------------------- \| ------------------------- \| \| 1.ª \| Leah Kirchmann \| Optum-Kelly Benefit Strategies \| 1 h 16 min 04 s \| \| \| 2.ª \| Hannah Barnes \| UnitedHealthcare \| + 0 s \| \| \| 3.ª \| Erica Allar \| Colavita–Fine Cooking \| + 0 s \| \| \| 4.ª \| Trixi Worrack \| Velocio-SRAM \| + 0 s \| \| \| 5.ª \| Emily Collins \| Tibco-Silicon Valley Bank \| + 0 s \| \| \| 6.ª \| Lauren Komanski \| Twenty16-Sho-Air \| + 0 s \| \| \| 7.ª \| Jessica Uebelhart \| BMW p/b Happy Tooth Dental \| + 0 s \| \| \| 8.ª \| Alexis Ryan \| UnitedHealthcare \| + 0 s \| \| \| 9.ª \| Ana Teresa Casas \| México \| + 0 s \| \| \| 10.ª \| Liza Rachetto \| BMW p/b Happy Tooth Dental \| + 0 s \| \| |                   |                                |                 |
| |                   |                                |                 |
| |                   |                                |                 |
| Clasificación de la etapa |                   |                                |                 |
| Ciclista | Ciclista          | Equipo                         | Tiempo          |
| 1.ª | Leah Kirchmann    | Optum-Kelly Benefit Strategies | 1 h 16 min 04 s |
| 2.ª | Hannah Barnes     | UnitedHealthcare               | + 0 s           |
| 3.ª | Erica Allar       | Colavita–Fine Cooking          | + 0 s           |
| 4.ª | Trixi Worrack     | Velocio-SRAM                   | + 0 s           |
| 5.ª | Emily Collins     | Tibco-Silicon Valley Bank      | + 0 s           |
| 6.ª | Lauren Komanski   | Twenty16-Sho-Air               | + 0 s           |
| 7.ª | Jessica Uebelhart | BMW p/b Happy Tooth Dental     | + 0 s           |
| 8.ª | Alexis Ryan       | UnitedHealthcare               | + 0 s           |
| 9.ª | Ana Teresa Casas  | México                         | + 0 s           |
| 10.ª | Liza Rachetto     | BMW p/b Happy Tooth Dental     | + 0 s           |

## Clasificaciones finales
Las clasificaciones finalizaron de la siguiente forma:

### Clasificación general
| \| Clasificación general \| Clasificación general \| Clasificación general \| Clasificación general \| Clasificación general \| \| Ciclista \| Ciclista \| Equipo \| Tiempo \| \| \| --------------------- \| --------------------- \| ------------------------------ \| --------------------- \| --------------------- \| \| 1.ª \| Trixi Worrack \| Velocio-SRAM \| 6 h 24 min 16 s \| \| \| 2.ª \| Leah Kirchmann \| Optum-Kelly Benefit Strategies \| + 5 s \| \| \| 3.ª \| Lauren Komanski \| Twenty16-Sho-Air \| + 6 s \| \| \| 4.ª \| Katie Hall \| UnitedHealthcare \| + 16 s \| \| \| 5.ª \| Alena Amialiusik \| Velocio-SRAM \| + 26 s \| \| \| 6.ª \| Flávia Oliveira \| Alé Cipollini \| + 35 s \| \| \| 7.ª \| Alison Jackson \| Twenty16-Sho-Air \| + 41 s \| \| \| 8.ª \| Lauren Stephens \| Tibco-Silicon Valley Bank \| + 42 s \| \| \| 9.ª \| Lex Albrecht \| Optum-Kelly Benefit Strategies \| + 54 s \| \| \| 10.ª \| Andrea Dvorak \| Twenty16-Sho-Air \| + 1 min 03 s \| \| |                  |                                |                 |
| |                  |                                |                 |
| Fuente: ProCyclingStats |                  |                                |                 |
| Clasificación general |                  |                                |                 |
| Ciclista | Ciclista         | Equipo                         | Tiempo          |
| 1.ª | Trixi Worrack    | Velocio-SRAM                   | 6 h 24 min 16 s |
| 2.ª | Leah Kirchmann   | Optum-Kelly Benefit Strategies | + 5 s           |
| 3.ª | Lauren Komanski  | Twenty16-Sho-Air               | + 6 s           |
| 4.ª | Katie Hall       | UnitedHealthcare               | + 16 s          |
| 5.ª | Alena Amialiusik | Velocio-SRAM                   | + 26 s          |
| 6.ª | Flávia Oliveira  | Alé Cipollini                  | + 35 s          |
| 7.ª | Alison Jackson   | Twenty16-Sho-Air               | + 41 s          |
| 8.ª | Lauren Stephens  | Tibco-Silicon Valley Bank      | + 42 s          |
| 9.ª | Lex Albrecht     | Optum-Kelly Benefit Strategies | + 54 s          |
| 10.ª | Andrea Dvorak    | Twenty16-Sho-Air               | + 1 min 03 s    |

### Clasificación por puntos
| Clasificación por puntos | Clasificación por puntos | Clasificación por puntos       | Clasificación por puntos | Clasificación por puntos |
| Ciclista                 | Ciclista                 | Equipo                         | Puntos                   |                          |
| ------------------------ | ------------------------ | ------------------------------ | ------------------------ | ------------------------ |
| 1.ª                      | Leah Kirchmann           | Optum-Kelly Benefit Strategies | 34 pts                   |                          |
| 2.ª                      | Trixi Worrack            | Velocio-SRAM                   | 33 pts                   |                          |
| 3.ª                      | Lauren Komanski          | Twenty16-Sho-Air               | 17 pts                   |                          |
| 4.ª                      | Hannah Barnes            | UnitedHealthcare               | 12 pts                   |                          |
| 5.ª                      | Allison Beveridge        | Canadá                         | 10 pts                   |                          |
| 6.ª                      | Erica Allar              | Colavita–Fine Cooking          | 10 pts                   |                          |
| 7.ª                      | Katie Hall               | UnitedHealthcare               | 7 pts                    |                          |
| 8.ª                      | Lauren Stephens          | Tibco-Silicon Valley Bank      | 6 pts                    |                          |
| 9.ª                      | Emily Collins            | Tibco-Silicon Valley Bank      | 6 pts                    |                          |
| 10.ª                     | Allie Dragoo             | Twenty16-Sho-Air               | 5 pts                    |                          |

### Clasificación de la montaña
| Clasificación de la montaña | Clasificación de la montaña | Clasificación de la montaña            | Clasificación de la montaña | Clasificación de la montaña |
| Ciclista                    | Ciclista                    | Equipo                                 | Puntos                      |                             |
| --------------------------- | --------------------------- | -------------------------------------- | --------------------------- | --------------------------- |
| 1.ª                         | Kirsti Lay                  | Canadá                                 | 32 pts                      |                             |
| 2.ª                         | Małgorzata Jasińska         | Alé Cipollini                          | 28 pts                      |                             |
| 3.ª                         | Alena Amialiusik            | Velocio-SRAM                           | 26 pts                      |                             |
| 4.ª                         | Sarah Storey                | Pearl Izumi Sports Tours International | 19 pts                      |                             |
| 5.ª                         | Andrea Dvorak               | Twenty16-Sho-Air                       | 16 pts                      |                             |
| 6.ª                         | Katie Hall                  | UnitedHealthcare                       | 14 pts                      |                             |
| 7.ª                         | Lex Albrecht                | Optum-Kelly Benefit Strategies         | 14 pts                      |                             |
| 8.ª                         | Allison Beveridge           | Canadá                                 | 9 pts                       |                             |
| 9.ª                         | Alison Jackson              | Twenty16-Sho-Air                       | 8 pts                       |                             |
| 10.ª                        | Lauren Komanski             | Twenty16-Sho-Air                       | 7 pts                       |                             |

### Clasificación de las jóvenes
| Clasificación del mejor joven | Clasificación del mejor joven | Clasificación del mejor joven  | Clasificación del mejor joven | Clasificación del mejor joven |
| Ciclista                      | Ciclista                      | Equipo                         | Tiempo                        |                               |
| ----------------------------- | ----------------------------- | ------------------------------ | ----------------------------- | ----------------------------- |
| 1.ª                           | Hannah Barnes                 | UnitedHealthcare               | 6 h 26 min 02 s               |                               |
| 2.ª                           | Annie Ewart                   | Optum-Kelly Benefit Strategies | + 33 s                        |                               |
| 3.ª                           | Andreina Rivera               | Itau Shimano Ladies Power Team | + 41 s                        |                               |
| 4.ª                           | Marcela Prieto                | México                         | + 45 s                        |                               |
| 5.ª                           | Alexis Ryan                   | UnitedHealthcare               | + 1 min 08 s                  |                               |
| 6.ª                           | Ana Teresa Casas              | México                         | + 1 min 11 s                  |                               |
| 7.ª                           | Jessenia Meneses Gonzales     | Itau Shimano Ladies Power Team | + 1 min 13 s                  |                               |
| 8.ª                           | Maura Kinsella                | Optum-Kelly Benefit Strategies | + 1 min 44 s                  |                               |
| 9.ª                           | Allison Beveridge             | Canadá                         | + 2 min 04 s                  |                               |
| 10.ª                          | Francesca Cauz                | Alé Cipollini                  | + 9 min 45 s                  |                               |

### Clasificación por equipos
| Clasificación por equipos | Clasificación por equipos              | Clasificación por equipos | Clasificación por equipos |
| Equipo                    | Equipo                                 | Tiempo                    |                           |
| ------------------------- | -------------------------------------- | ------------------------- | ------------------------- |
| 1.º                       | Twenty16-Sho-Air                       | 19 h 14 min 24 s          |                           |
| 2.º                       | Velocio-SRAM                           | + 46 s                    |                           |
| 3.º                       | Optum-Kelly Benefit Strategies         | + 1 min 23 s              |                           |
| 4.º                       | UnitedHealthcare Women's               | + 2 min 19 s              |                           |
| 5.º                       | Alé Cipollini                          | + 2 min 28 s              |                           |
| 6.º                       | Tibco-SVB                              | + 2 min 41 s              |                           |
| 7.º                       | Colavita-Fine Cooking                  | + 5 min 14 s              |                           |
| 8.º                       | Itau Shimano Ladies Power              | + 5 min 34 s              |                           |
| 9.º                       | Pearl Izumi-Sports Tours International | + 5 min 49 s              |                           |
| 10.º                      | BMW p/b Happy Tooth Dental             | + 5 min 55 s              |                           |